# ناخودآگاه جمعی

Collective unconscious

ناخود آگاه جمعی (به انگلیسی: Collective unconscious) استعداد و ظرفیت‌های مشترک انسان‌ها در هر کجای جهان و در مقاطع تاریخی و فرهنگی مختلف ناشی از ماهیت وجودی و ادراک آنان در یک موضع مشترک است.

## ادراک
اختلاف و تفاوت در روساخت فراورده‌ها و تمدن و فرهنگ بشری است و ژرف ساخت آن‌ها تقریباً یک سان و شبیه یک دیگر است

## ژرف ساخت
ضمیر ناخودآگاه جمعی یونگ (آرکئو تایپ) و مُثُل افلاطون و صورت مثالی شهاب‌الدین یحیی سهروردی و صور معنوی و روحانی زرتشت (فروهرها) و آنچه عطار و مولانادربارهٔ «من ملکوتی» «اَبَر آگاهی انسان» مطرح کرده‌اند، حاکی از شباهت این اندیشه‌ها در ژرف ساخت ادراک انسانها است.
بعضی از الگوهای رفتاری عاطفی و فکری که به گونه ارثی در تمامی انسان‌ها به ودیعه گذاشته شده و کارل یونگ تحت عنوان کهن الگو از آن یاد نموده، در روند رشد شخصیتی انسان تأثیر به سزایی دارند. این تصاویر ازلی، از «ناخودآگاه جمعی» سرچشمه می‌گیرند.